# Pete Peterson

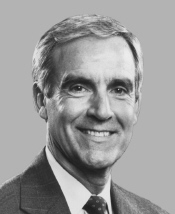
Pete Peterson

Douglas Brian „Pete“ Peterson (* 26. Juni 1935 in Omaha, Nebraska) ist ein US-amerikanischer Politiker. Zwischen 1991 und 1997 vertrat er den Bundesstaat Florida im US-Repräsentantenhaus.

## Werdegang
Pete Peterson besuchte bis 1953 die Milton Public High School. Zwischen 1954 und 1980 war er Soldat in der US-Luftwaffe. Dabei wurde er im Vietnamkrieg eingesetzt. Im September 1966 wurde sein Flugzeug abgeschossen. Er konnte sich retten, geriet aber in eine sechsjährige Kriegsgefangenschaft. Im März 1973 wurde er wieder freigelassen. In den folgenden Jahren studierte er noch als Luftwaffenangehöriger bis 1976 an der University of Tampa in Florida und danach bis 1977 an der Central Michigan University in Mount Pleasant. Zwischen 1984 und 1990 lehrte Peterson das Fach Philosophie an der Florida State University in Tallahassee.
Politisch schloss sich Peterson der Demokratischen Partei an. Bei den Kongresswahlen des Jahres 1990 wurde er im zweiten Wahlbezirk von Florida in das US-Repräsentantenhaus in Washington, D.C. gewählt, wo er am 3. Januar 1991 die Nachfolge von James W. Grant antrat. Nach zwei Wiederwahlen konnte er bis zum 3. Januar 1997 drei Legislaturperioden im Kongress absolvieren.
Im Jahr 1996 verzichtete Peterson auf eine erneute Kongresskandidatur. Stattdessen wurde er von Präsident Bill Clinton zum ersten offiziellen Botschafter der Vereinigten Staaten in Vietnam ernannt. Dieses Amt bekleidete er zwischen 1997 und 2001. Auf seinem neuen Posten unterstützte er die Suche nach Vermissten des Vietnamkrieges. Nach dem Ende seiner Diplomatentätigkeit gründete Peterson das weltweite Kinderhilfswerk The Alliance for Safe Children (TASC). Zusammen mit seiner zweiten Frau, der in Vietnam geborenen Australierin Vi Lee, gründete er eine Firma, die den amerikanischen Handel in Südostasien zu fördern sucht. Seit 1999 lebt Peterson in Melbourne, dem Wohnsitz seiner Frau. Im Jahr 2009 beantragte er die australische Staatsbürgerschaft. 